# Cloïssa fina
La cloïssa, cloïssa fina, escopinya llisa, escopinya bordall o copinya (Ruditapes decussatus) és una espècie de mol·lusc bivalve marí de la família dels venèrids. És un indicador de la bona qualitat del medi ambient i és objecte de nombrosos estudis científics. Hi ha certa confusió amb el nom científic d'aquesta espècie, que ha estat assignada a altres gèneres (Tapes, Venerupis, vegeu sinònims a la caixa taxonòmica).

## Característiques
El color general és el blanc cremós i de vegades hi ha bandes radials violàcies pàl·lides. L'interior de la conquilla és de color blanc brillant, de vegades amb un tint grogós i sovint un ombratge blavós a prop de la frontissa. La conquilla és robusta i pot assolir els de 75 mm longitud. Cada valva és àmpliament oval o romboïdal, amb els umbos fixats cap a l'extremitat anterior. La línia de la xarnera posterior és dreta i el marge posterior és truncat. La línia de la xarnera anterior es decanta lleugerament cap al marge anterior més fortament inclinat. Hi ha tres dents cardinals a cada valva, la central en la valva esquerra i les dues posteriors en la valva dreta que són bífides (tenen dos punts). L'escultura a la closca és prominent, amb crestes concèntriques com amb raigs radiants. Les línies de creixement anual es poden veure clarament. Les cicatrius del múscul adductor i la línia pal·lial són clares, aquesta darrera tenint un sinus pal·lial en forma d'U que s'estén a mig camí a través de la valva. L'animal mateix és de color gris pàl·lid o de color crema amb el mantell franjat de blanc. Els sifons estan separats per tota llur llargària i tenen puntes marronoses on arriben a la superfície.

## Hàbitat
Està present a tot el litoral atlàntic europeu i al canal de la Mànega; arriba fins al Senegal, així com al Mediterrani on és escassa. Creix normalment en fons de sorra neta i ferma o de pedres petites, des de l'espai entre marees de preferència en aigües tranquil·les. Arriba a la mida comercial, de 3 a 5 cm de longitud, en 3 o 4 anys. Pot arribar a mesurar 6-8 cm. A l'hàbitat naturals pateix no només la sobrepesca sinó la pol·lució i la urbanització creixent del litoral.

## Pesca i aqüicultura
La talla mínima per a comercialitzar-la és de 40 mm a l'eix més gran. Els principals països productors són França, Portugal, Espanya, Itàlia i Algèria. A Galícia, principal productor de la península ibèrica, l'espècie va patir efectes negatius de sobrepesca. A Espanya, la pesca és reglamentada des de 1935: s'autoritza un màxim de 14 kg per cada baixamar, i la pesca és prohibida de maig a octubre.
Per la gran demanda la majoria de les escopinyes als supermercats provenen d'aqüicultura. De vegades se la substitueix per l'espècie del mateix gènere, com Venerupis philippinarum, que s'adapta més fàcilment a la cultura. Tot i tenir un èxit fora dels llocs de cultiu, tot i ser exòtica, segons un estudi del 2002, no sembla una amenaça per a la cloïssa i altres espècies locals al mar Adriàtic.

## Ús culinari
És l'espècie més apreciada entre les cloïsses. A Itàlia es diu vongola verace, s'hi fa servir per fer la típica spaghetti alle vongole. En basc se'n diu txirla handi (cloïssa gran) i es fa servir per fer el plat de lluç en salsa verda. A Galícia on s'anomena ameixa fina es pesca a peu. A l'Alguer es diu jòcola plana.